# Раевский, Здислав
Здислав Адам Раевский (пол. Zdzisław Adam Rajewski; 22 октября 1907, Дубин (ныне гмина (волость) Ютросин Равичский повят, Великопольское воеводство Польша) — 2 июня 1974, Варшава) — польский археолог и музейный работник. Профессор, доктор наук. Один из создателей познанской археологической школы.

## Биография
После окончания гимназии поступил на гуманитарный факультет университета в Познани. Ученик Ю. Костшевского, вместе с которым проводил раскопки и изучение доисторических находок на территории Польши.
Под руководством Костшевского в 1937 г. защитил докторскую диссертацию.
В 1933 году археолог Ю. Костшевский и его ученик 3. Раевский обнаружили следы древнего городища Лужицкой культуры — Бискупин, расположенного на одном из полуостровов Бискупинского озера.
В 1934—1939 г. был заместителем руководителя, а 1946—1949 руководил раскопками и музеем в Бискупине.
Был одним из основателей Института Запад, филиалом которого в г. Лешно руководил в 1945—1946 г. С момента возникновения Института исследований славянских древностей стал там заместителем директора.
С 1949 г. — директор государственного Археологического музея в Варшаве.
В 1952—1954 г. руководил раскопками червенских городов.
С 1955 г. — профессор Института истории материальной культуры Польской академии наук.

## Избранная библиография
Автор ряда научных и научно-популярных работ по археологии:
- 10 000 lat Biskupina i jego okolic (1965)
- Biskupin: Gród prasłowiański (1947)
- Jak żyli nasi przodkowie w zaraniu dziejów
- Biskupin, osiedle obronne sprzed 2500 lat: Przewodnik (путеводитель)